# Nkhata Bay
Nkhata Bay   este un oraș  în  Malawi, pe malul vestic al lacului Malawi. Este reședința  districtului  Nkhata Bay. Port.